# Nørlem Bavnehøj
Nørlem Bavnehøj, eller Skjællerhøj, är med 90 meter den högsta punkten i Geopark Vestjylland. Den ligger två kilometer nordost om Lemvig i Västjylland. Namnet kommer från "bavn", som betyder vårdkase, en stapel av ved för att antändas som en signal, inom synhåll från nästa vårdkase. 
Från Nørlem Bavnehøj kan man se till vårdkasehöjden på den 45 meter höga Møborg Bakkeø omkring 23 kilometer söderut och till vårdkasehöjden i Lodbjerg Klitplantage omkring 29 kilometer norrut. 
På Nørlem Bavnehøj står en av de 331 mätpunkter för triangulering, "Lem" DK 187, som användes för kartering av Danmark mellan 1830-talet och 1930-talet. Mätpunkten är en ungefär en meter hög sten av svensk granit, som på toppen har ingjuten en metallknapp, vilken anger den exakta mätpunkten. Dessa stationer ingick som fasta punkter i ett nät av trianglar, som också sträckte sig till Norge och Tyskland. Från DK 187, som ligger i den västra utkanten av triangelnätet, fanns fem mättrianglar.
Nørlem Bavnehøj ligger ovanpå en ändmorän, som formades under senare delen av den sista istiden, Weichsel. Isen hade sin största utbredning för omkring 21.000-23.000 år sedan, då den nådde Ussings israndslinje, tre–fyra kilometer söder om Nørlem Bavnehøj. Själva ändmoränen skapades under den period då isen började smälta och dra sig tillbaka. Klimatet fortsatte dock att skifta, och även om isen i stort kontinuerligt drog sig tillbaka, så den igen framåt under kallare perioder, under vilka isen skrapat underlaget. 